# Irimoya-zukuri

Un toit irimoya.

Irimoya ou de style xieshan (入母屋) désigne en architecture japonaise un toit à quatre versants aux pentes réunies sur deux côtés opposés avec un pignon. Lorsque cependant l'angle des pentes est plus grand sur le pignon, le toit est appelé shikoro-buki (錣葺) ou shikoro-yane (錣屋根) (voir galerie).
Utilisé à l'origine seulement pour les temples bouddhistes japonais ou les sanctuaires shinto, son pignon se trouve d'ordinaire au-dessus du moya (cœur du bâtiment), tandis que la partie inférieure (au niveau de l'angle) couvre le hisashi, une aile semblable à une véranda entourant le noyau du bâtiment sur un ou plusieurs côtés. 
Ce style originaire de Chine arrive au Japon avec le bouddhisme au VIe siècle. Ordinairement appelé Irimoya-zukuri (入母屋造), il est à l'origine utilisé pour le kon-dō et le kō-dō (salle de lecture) des temples bouddhistes, puis commence à être employé pour le honden des sanctuaires durant l'époque féodale du Japon médiéval. Il est encore largement utilisé, particulièrement dans les temples bouddhistes et les sanctuaires shintoïstes, mais aussi dans les palais, les châteaux et les habitations traditionnelles. Dans ce dernier cas, il est souvent appelé moya-zukuri (母屋造).

## Galerie d'images

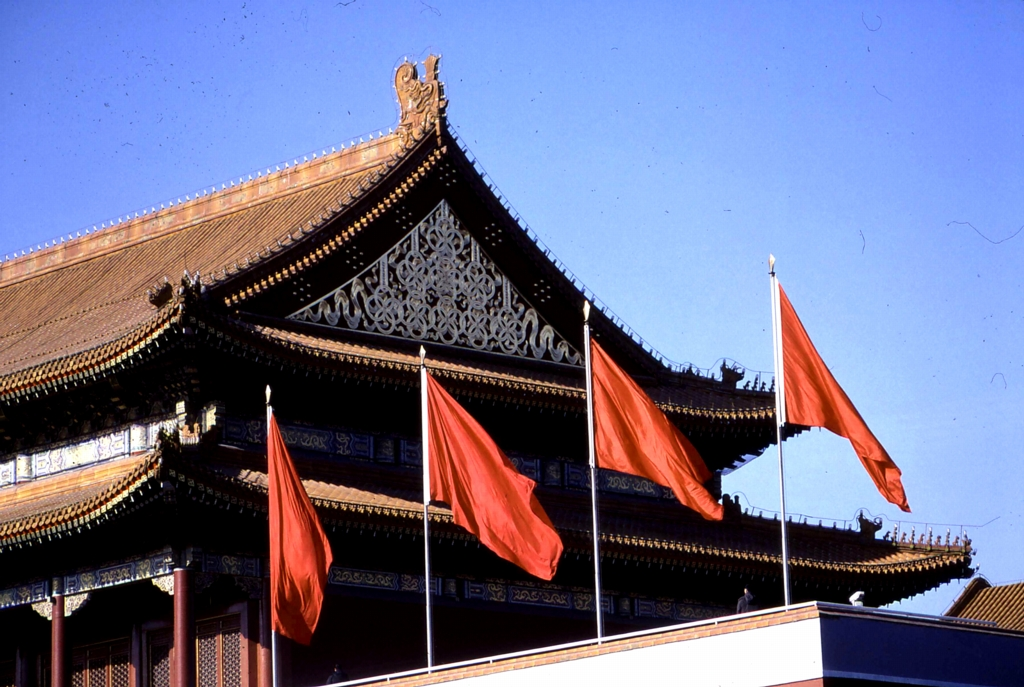
Tiananmen (Beijing).
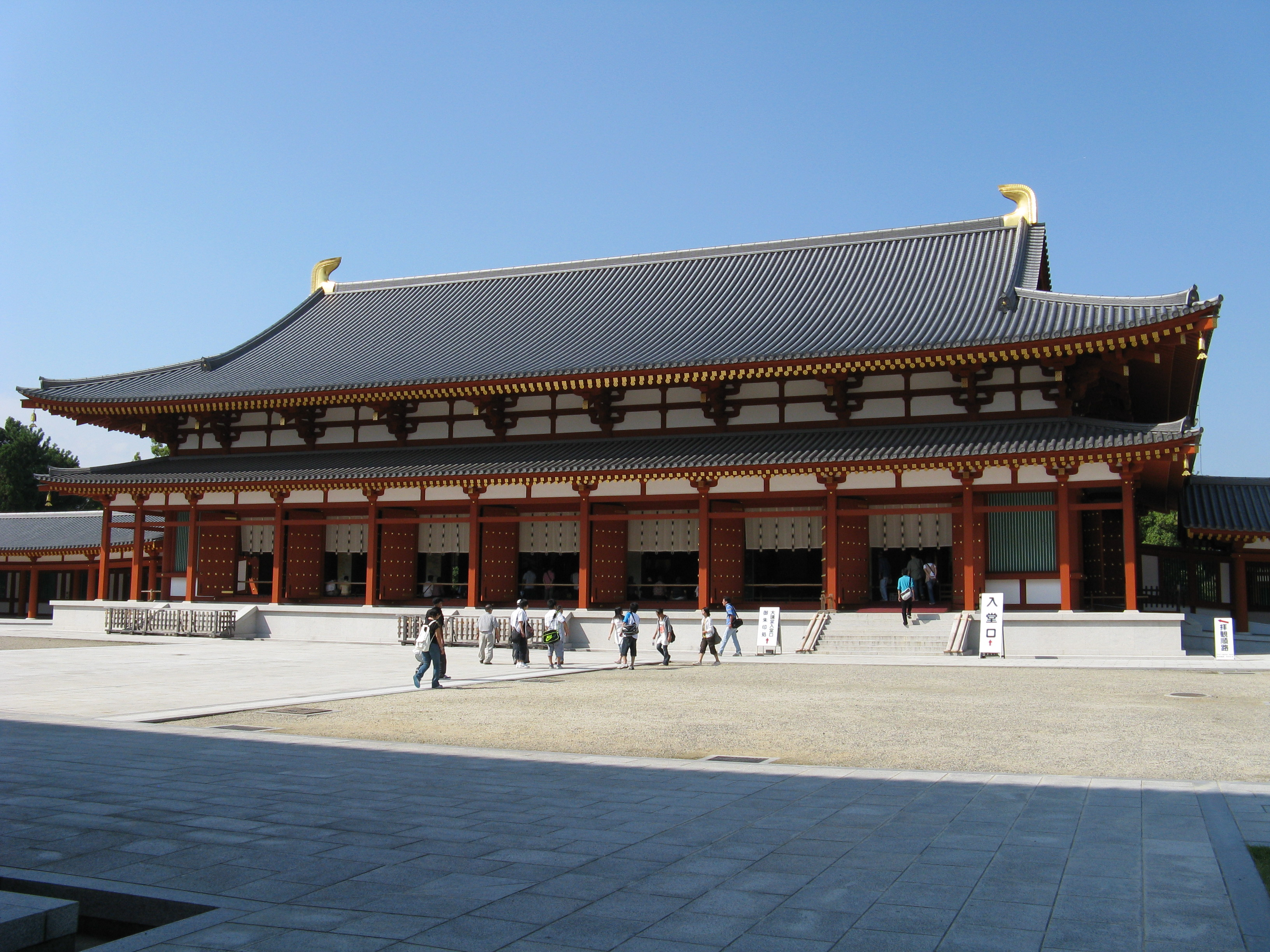
Dai-kōdō de Yakushi-ji.
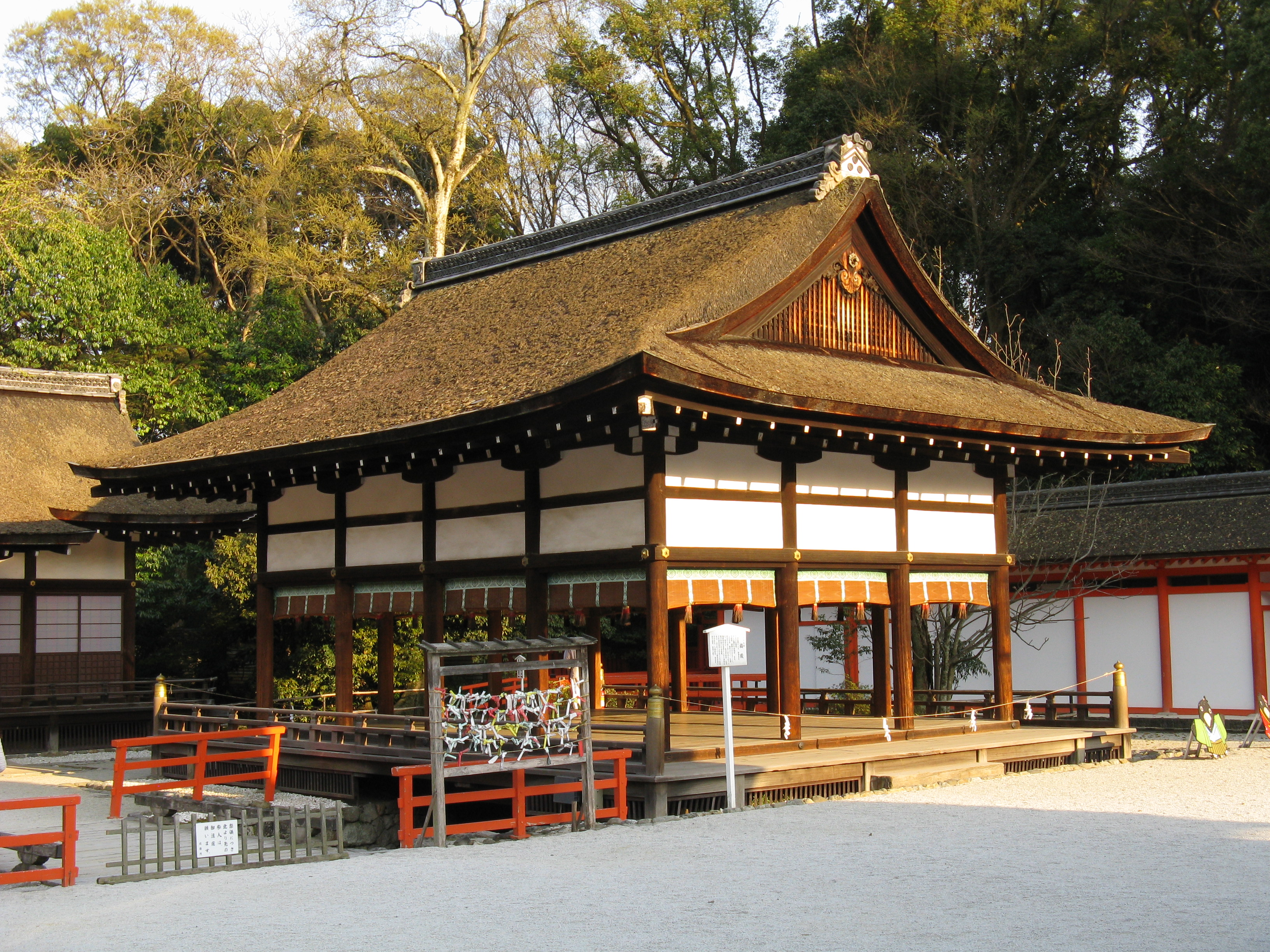
Un toit irimoya à Kamo-jinja.
Un shikoro-yane.
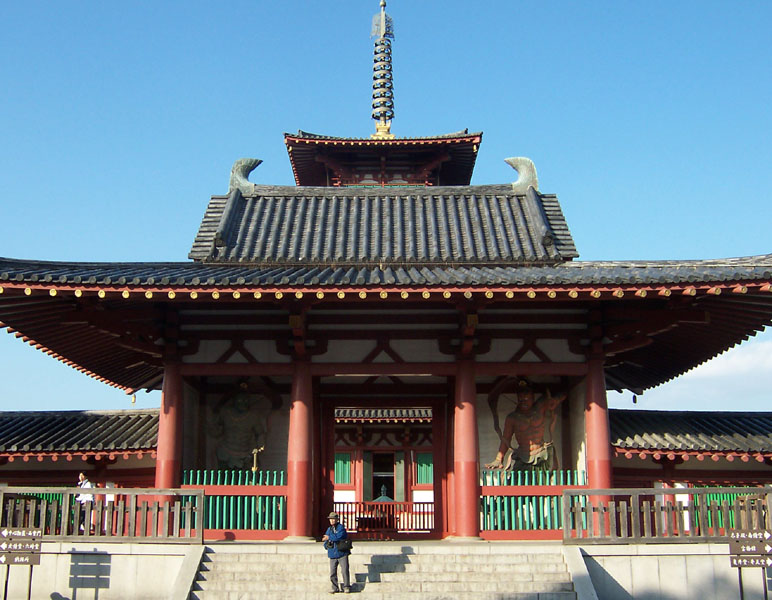
Porte principale de Shitennō-ji et son shikoro-yane.
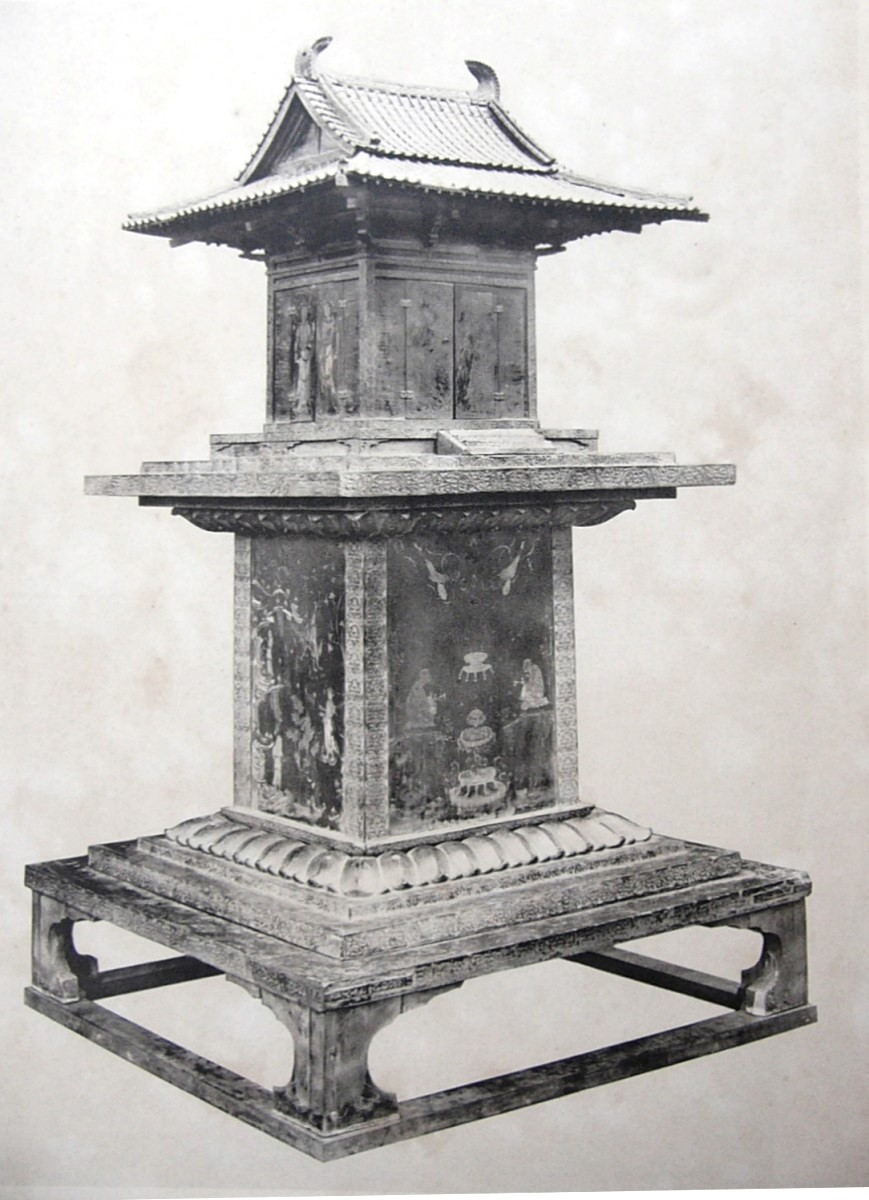
Le Tamamushi no zushi possède un shikoro-yane.